# Prosthesis
Prosthesis of prothesis (van het Oudgriekse πρόσθεσις / πρόθεσις, πρό "voor" / πρός "bij" + τίθημι "leggen, plaatsen") is het toevoegen van een foneem (in de vorm van een letter of lettergreep) aan het begin van een woord, echter zonder dat daarbij de morfologische structuur van het woord als geheel verandert.

## Prosthesis bij woordvorming
Prosthesis kan deel uitmaken van het natuurlijke evolutieproces van talen of in het bijzonder plaatsvinden bij leenwoorden. Bekend is het voorbeeld van de clusters /s/ + plosief (s impurum) in het Latijn, waar in de eerste fasen van de Romaanse talen een /e/ aan werd toegevoegd. Het Spaanse woord estado ‘staat’ is dus afkomstig van Latijn status, en Frans esprit ontwikkelde uit Latijn spiritu(m).  Nederlands nonkel ‘oom’ luidde oorspronkelijk onkel (ontleend aan Frans oncle), maar door metanalyse van vaak gebruikte uitdrukkingen zoals den onkel of e(e)n(en) onkel heeft het er een voorafgaande /n/ bijgekregen.
In sommige talen zoals de Turkse talen, het Nenets en het Hindi worden consonantclusters aan het begin van woorden bij voorkeur gemeden. Het Franse leenwoord station heeft daarom in het Turks de vorm istasyon gekregen. In het Hindi is het Engelse leenwoord school vervormd tot iskuul, en het woord special tot ispesal.
Bij de ontwikkeling van de verschillende Slavische talen werden aan het begin van woorden door middel van prosthesis soms juist medeklinkers toegevoegd, vaak om de lettergreep als geheel sonoorder te maken; vgl. Pools en Russisch okno ‘raam’ met Oekraïens vikno en Belarussisch vakno. Een ander voorbeeld is Pools wątroba ‘leverworst’ tegenover Russisch utroba. Zie ook de wet van open lettergrepen.

## Prosthesis alssandhien tweede taal-verschijnsel
Prosthesis kan ook optreden als externe sandhi, bijvoorbeeld in het Italiaans, waar la scuola ("de school") soms verandert in in iscuola ("op school"). Deze verandering heeft waarschijnlijk een puur fonetische oorsprong; men wilde een moeilijk uitspreekbare opeenhoping van medeklinkers voorkomen. In de westelijke tak van de Romaanse talen is dit sandhiverschijnsel versteend: het Frans zegt altijd école, het Spaans altijd escuela.
Wanneer iemand een vreemde taal spreekt, is hij vaak geneigd de fonologische regels van zijn moedertaal toe te passen, zoals bijvoorbeeld prosthesis. Zo zal een Spanjaard zeggen: "ik kan eSpaans espreken.".

## Verwante begrippen
- Prosthesis is een vorm van metaplasma.
- Het tegenovergestelde van prosthesis is procope.
- Epenthesis is bijna hetzelfde als prosthesis, maar vindt binnenin de woorden plaats.
- Omdat de toegevoegde klank geen eigen betekenis heeft, verschilt prosthesis van proclise.
- Pro(s)thesis dient ook niet te worden verward met prothese, een medische term.
- In de oosters-orthodoxe kerk en grieks-katholieke kerk (kerken van het Byzantijnse type) verwijst het begrip pro(s)thesis naar de plaats waar de voorbereidende handelingen voor de liturgie plaatsvinden. De prothesis bevindt zich achter het templon of de iconostase en bestaat uit een kleine tafel, ook wel bekend als de tafel van het oblation, waarop brood en wijn worden gereed gemaakt voor de Heilige Liturgie, veelal aan de noordzijde van het altaar of in een apart gelijknamig vertrek aan de noordzijde van de middenapsis.